# Polydesmus jawlowskii
Polydesmus jawlowskii är en mångfotingart som beskrevs av Pius Strasser 1966. Polydesmus jawlowskii ingår i släktet Polydesmus och familjen plattdubbelfotingar. Inga underarter finns listade i Catalogue of Life.